# Billy Kruse Cabin
 (janvier 2024).
Si vous disposez d'ouvrages ou d'articles de référence ou si vous connaissez des sites web de qualité traitant du thème abordé ici, merci de compléter l'article en donnant les références utiles à sa vérifiabilité et en les liant à la section « Notes et références ».
Pour les articles homonymes, voir Kruse (homonymie), Leigh et McMillan.
La Billy Kruse Cabin – également appelée McMillan Cabin ou Leigh Cabin – est une cabane dans le comté de Flathead, dans le Montana, aux États-Unis. Située sur North Fork Road, cette cabane en rondins construite en 1925 est protégée au sein de la forêt nationale de Flathead. Elle est inscrite au Registre national des lieux historiques depuis le 28 octobre 2021.